# 多萝西·霍尔曼
多萝西·霍尔曼（英語：Dorothy Holman，1883年7月18日—1968年6月15日），英国女子网球运动员。她曾代表英国参加1920年夏季奥林匹克运动会网球比赛，获得女子单打和女子双打银牌。